# Préconditionnement
En analyse numérique, le préconditionnement d'un problème est une opération par laquelle on cherche à améliorer le conditionnement de celui-ci, c'est-à-dire
- soit à diminuer la sensibilité de la solution du problème par rapport à des perturbations de ses données,
- soit à rendre la résolution du problème plus aisée (et cela dépend alors de l'algorithme de résolution considéré).

Ces deux objectifs sont souvent liés.
Ce préconditionnement se fait en général par des transformations simples des données. Ces transformations ont pour effet de modifier la solution dans un sens prévisible, si bien que la solution du problème original pourra se retrouver à partir de celle du problème modifié, au moyen d'opérations simples également.
Un cas usuel est l'utilisation d'un préconditionneur pour résoudre un système linéaire.